# ヨドニー・カジュステ
- ヨドニー・カジュースト

ヨドニー・カジュステ（Yodny Cajuste、1996年2月21日 - ）は、アメリカ合衆国フロリダ州マイアミ出身のアメリカンフットボール選手。ポジションはオフェンシブタックル（OT）。現在はフリーエージェント。
カレッジフットボールはウェストバージニア大学でプレーをし、2019年のNFLドラフトで3巡目101位指名をされ、ペイトリオッツに入団した。

## 大学でのキャリア
カジュステは、ウェストバージニア大学で先発30試合を含む31試合に出場した。
彼は2014年シーズンはレッドシャツ生として過ごした。 2015年シーズン中、彼はベイラー大学戦で負傷するまでに6試合を先発出場した。その後チームがカクタスボウルへの出場権を獲得したため、彼はシーズン終盤に復帰した。2017年シーズンに、彼は13試合に先発出場し、オール・ビック12カンファレンスのセカンドチームに選ばれた。最終学年となった2018 年には、左タックルとして11試合に先発出場し、ビッグ12カンファレンスの最優秀オフェンシブラインマンやオール・ビック12カンファレンスのファーストチームに選ばれた。

## プロキャリア
| 6 ft 4+7⁄8 in (195 cm)      | 312 lb (142 kg) | 34 in (86 cm) | 10 in (25 cm) | 32 回 |
| All values from NFL Combine |                 |               |               |       |

カジュステは、2019年のNFLドラフトで3巡目101位指名をされ、ペイトリオッツに入団した。彼は大腿四頭筋の手術を受けた後、ノンフットボールインジュアリーリストに入れられた。
2020年9月10日、カジュステは膝の怪我で故障者リスト入りした 。
2021年、控えタックルとしてシーズン開幕を迎えた。第5週、第6週の試合では右タックルとして先発した。この年先発2試合を含む7試合に出場した。
2022年、開幕から3試合に控え選手として出場した後、10月1日に親指の怪我で故障者リスト入りし、10月29日にアクティブロースターに復帰した。この年先発3試合を含む10試合に出場し、197スナップ中わずか3回しかサックを許さなかった。
シーズン終了後制限付きフリーエージェントとなった彼は、2023年5月19日にペイトリオッツから解雇された。5月30日にニューヨーク・ジェッツと契約を結んだ。同年8月に故障者リスト入りを経て、8月17日に解雇された。同年10月11日、ニューヨーク・ジャイアンツとプラクティス・スクワッド契約を結んだ。